# ریورستون، نیو ساوت ولز
ریورستون (به انگلیسی: Riverstone) یک حومه شهر در استرالیا است که در نیو ساوت ولز واقع شده‌است.